# Uchechi Sunday
Uchechi Lopez Sunday (sinh ngày 9 tháng 9 năm 1994) là một tiền đạo bóng đá nữ Nigeria, hiện đang chơi cho FC Minsk tại Giải Ngoại hạng Bêlarut. Nữ cầu thủ có chiều cao 182 cm (5 ft 11 1⁄2 in) mặc áo số 18. Cô cũng là thành viên của đội tuyển bóng đá quốc gia Nigeria, đội tuyển có biệt danh là Super Falcons.

## Sự nghiệp Câu lạc bộ
Sunday bắt đầu sự nghiệp bóng đá của cô vào năm 2004 với đội bóng Rivers Angels F.C. ở Nigeria. Từ năm 2009, cô chơi trong đội chuyên nghiệp của họ tại Giải Ngoại hạng Phụ nữ Nigeria. Vào ngày 14 tháng 4 năm 2011, cô ký hợp đồng với câu lạc bộ Thụy Sĩ FC Neunkirch ở Schaffhausen. Cô đã tham gia thi đấu ở Nationalliga B và ghi được 18 bàn thắng. Vào tháng 8 cùng năm sau khi kết thúc World Cup FIFA U-20 Bóng đá nữ 2010 tại Đức, cô trở lại câu lạc bộ cũ của mình ở Nigeria. Vào đầu năm 2015, Sunday gia nhập đội tuyển Belarus Minsk Minsk. Cô ghi ba bàn trong trận đấu đầu tiên với câu lạc bộ mới của mình. Tính đến cuối tháng 5 năm 2015, cô chỉ có 14 bàn thắng trong năm trận đấu. Cô ghi bàn thắng thứ 15 trong lần ra sân thứ 6 vào ngày 20 tháng 6 cùng mùa giải.
Vào ngày 11 tháng 8 năm 2015, cô ra mắt tại Giải vô địch Bóng đá nữ UEFA, thi đấu trong trận đấu vòng loại với đối thủ Konak Belediyespor đến từ Thổ Nhĩ Kỳ. Cô ghi được năm bàn thắng trong trận đấu, kết thúc trận, đội bóng của cô giành chiến thắng với tỉ số 10-1.. Cô ghi được một bàn thắng trong trận đấu thứ hai, và hai bàn thắng trong trận đấu thứ ba, tổng cộng có tám bàn thắng trong ba trận đấu của vòng loại.